# Юнайт
Юнайт (англ. Unite) — золотая монета Англии и Шотландии, чеканилась в 1603-1619, 1625-1649, 1649-1660 и 1660-1662 годах — в годы правления королей Англии Якова I, Карла I, Карла II и Английской республики. В двух королевствах были разные версии монеты, отличающиеся направлением поворота королей, положением их рук и легендами.

## История

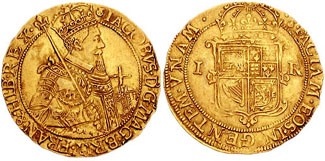
Юнайт времен Якова (I) VI, 1609

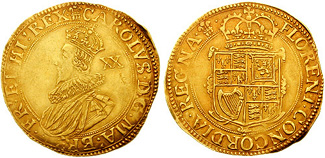
Юнайт времен Карла I, 1630

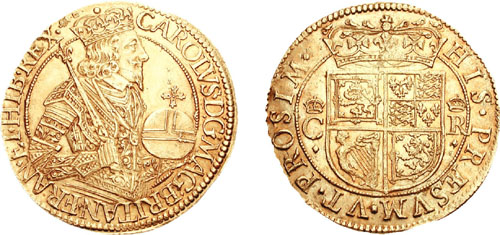
Юнайт времен Карла I, 1637

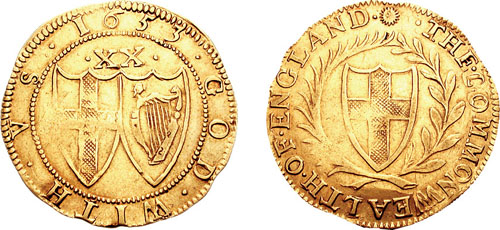
Юнайт времен Английской республики, 1653

С 1603 года новый король Англии Яков I (1603-1625) начал чеканку золотого соверена, приравненного к 20 шиллингам.
Новый Соверен с 1604 года название юнайт (unite). Легенда на реверсе монеты гласила FACIAM EOS IN GENTEM UNAM (лат. «соединю вас в один народ»). Таким образом, Яков I, объединив две короны: Англии и Шотландии, — провозгласил: «Я сделаю их одной нацией».
Как соверен, юнайт приравнивался к 20 шиллингам и весил 10,03 г (содержал 9,2 г золота), но уже в 1612 году вследствие нового роста цен на золото в Европе он был приравнен к 22 шиллингам.
В 1619 году соверен (юнайт) был замен новой золотой монетой в 20 шиллингов — лорелем (laurel; монету назвали по лавровому венку на голове монарха) весом 140,5 гранов (около 9 г).
Золотые юнайты чеканились в Англии на Королевском Монетном дворе в Лондонском Тауэре также на протяжении всего срока правления короля Англии Карла I (1625-1649), когда монетный двор находился под контролем короля и парламента.
Монеты Юнайт чеканились также во времена Английской республики (1649-1660).
Монеты Юнайт чеканились также и позднее, в годы правления короля Карла II (1660-1662).

## Описание
Вес монеты Юнайт составляет 9,2 грамм, выполнена монета из золота пробы 916,6.

## Аверс
На аверсе этих золотых монетах изображались разные бюсты короля с короной на голове, с поворотом направо. В правой руке он держит скипетр, в левой — державу. По периметру монеты на английском языке выполнена надпись: IACOBUS D G MA BRI FRA ET HI REX.
На аверсе юнайта времен Карла I изображен бюст короля с короной на голове. Бюст повернут влево, справа написаны буквы ХХ. ПО круглому периметру монеты выполнена надпись: CAROLUS DG MAG BR FR ET HI REX (Карл по милости Бога Король Великобритании Франции и Ирландии).
На аверсе юнайта времен английской республики изображены два щита, а по периметру на английском языке выполнена надпись (легенда): GOD WITH US (Бог с нами).
На аверсе юнайта времен короля Карла II изображен король Карл II с короной, по периметру выполнена надпись CAROLUS II DG MAG BRIT FRAN ET HIB REX, сбоку от головы короля выполнена надпись «XX».

## Реверс
На реверсе монеты изображен герб, разделенный на 4 части. Слева от герба выполнена буква I, справа — буква R (инициалы Iacobus Rex). Над гербом изображена корона.
На реверсе юнайта времен Карла I изображена в верхней части корона, под ней выполнен герб, разделённый на 4 части, по периметру монеты выполнена надпись:  FLORENT CONCORDIA REGNA (Через царство царства процветают).
На реверсе юнайта времен английской республики изображены щит с крестом. По периметру монеты на английском языке выполнена надпись: THE COMMONWEALTH OF ENGLAND (Английская республика).
На реверсе юнайта времен короля Карла II изображена корона, щити буквы «CR» — сокращение предложения FLORENT CONCORDIA REGNA (Золотой союз). В 1663 году золотой юнайт был заменен на золотую Гинею.